# Kōji Funamoto
Kōji Funamoto (船本 幸路?, Funamoto Kōji; Hiroshima, 12 agosto 1942) è un ex calciatore giapponese.

## Carriera

### Calciatore
Iniziò la propria carriera calcistica nel 1961, anno in cui entrò nella sezione calcistica aziendale della Mazda, per la quale lavorava nel settore amministrativo. Divenne uno dei primi calciatori a partecipare alla Japan Soccer League, giocando tutte le partite tra il 1965 e il 1975 e vincendo cinque titoli nazionali.

### Nazionale
Totalizzò, tra il 1967 e il 1975, sedici presenze in nazionale maggiore, alternandosi con Kenzō Yokoyama per il ruolo di titolare.

## Statistiche

### Presenze e reti nei club
| Stagione | Squadra           | Campionato | Campionato | Campionato |
| Stagione | Squadra           | Comp       | Pres       | Reti       |
| -------- | ----------------- | ---------- | ---------- | ---------- |
| 1965     | Toyo Kogyo        | JSL        | 14         | -9         |
| 1966     | Toyo Kogyo        | JSL        | 14         | -6         |
| 1967     | Toyo Kogyo        | JSL        | 14         | -16        |
| 1968     | Toyo Kogyo        | JSL        | 14         | -11        |
| 1969     | Toyo Kogyo        | JSL        | 14         | -10        |
| 1970     | Toyo Kogyo        | JSL        | 14         | -5         |
| 1971     | Toyo Kogyo        | JSL        | 14         | -17        |
| 1972     | Toyo Kogyo        | JSL1       | 14         | -13        |
| 1973     | Toyo Kogyo        | JSL1       | 18         | -14        |
| 1974     | Toyo Kogyo        | JSL1       | 18         | -25        |
| 1975     | Toyo Kogyo        | JSL1       | 18         | -29        |
|          | Totale Toyo Kogyo |            | 166        | -155       |

## Palmarès
- Japan Soccer League: 5

1965, 1966, 1967, 1968, 1970
- Coppa dell'Imperatore: 3

1965, 1967, 1969